# العلاقات الفيتنامية الليسوتوية
العلاقات الفيتنامية الليسوتوية هي العلاقات الثنائية التي تجمع بين فيتنام وليسوتو.

## مقارنة بين البلدين
هذه مقارنة عامة ومرجعية للدولتين:
| وجه المقارنة                                              | فيتنام           | ليسوتو                      |
| --------------------------------------------------------- | ---------------- | --------------------------- |
| المساحة (كم2)                                             | 331.69 ألف       | 32.96 ألف                   |
| عدد السكان (نسمة)                                         | 94.66 مليون      | 2.23 مليون                  |
| الكثافة السكانية (ن./كم²)                                 | 285.39           | 67.66                       |
| العاصمة                                                   | هانوي            | ماسيرو                      |
| اللغة الرسمية                                             | اللغة الفيتنامية | لغة إنجليزية، اللغة السوتية |
| العملة                                                    | دونغ فيتنامي     | لوتي ليسوتو                 |
| الناتج المحلي الإجمالي (بليون دولار)                      | 234.19 مليار     | 2.64 مليار                  |
| الناتج المحلي الإجمالي (تعادل القوة الشرائية) بليون دولار | 553.42 مليار     | 6.30 مليار                  |
| الناتج المحلي الإجمالي الاسمي للفرد دولار أمريكي          | 2.48 ألف         | 1.07 ألف                    |
| الناتج المحلي الإجمالي للفرد دولار أمريكي                 | 5.63 ألف         | 2.64 ألف                    |
| مؤشر التنمية البشرية                                      | 0.666            | 0.497                       |
| رمز المكالمات الدولي                                      | +84              | +266                        |
| رمز الإنترنت                                              | .vn              | .ls                         |
| المنطقة الزمنية                                           | ت ع م+07:00      | ت ع م+02:00                 |

## منظمات دولية مشتركة
يشترك البلدان في عضوية مجموعة من المنظمات الدولية، منها:
| علم المنظمة | اسم المنظمة                        | تاريخ انضمام فيتنام | تاريخ انضمام ليسوتو |
| ----------- | ---------------------------------- | ------------------- | ------------------- |
|             | مؤسسة التنمية الدولية              | 24 سبتمبر 1960      | 19 سبتمبر 1968      |
|             | يونسكو                             | 6 يوليو 1951        | 29 سبتمبر 1967      |
|             | وكالة ضمان الاستثمار متعدد الأطراف | 5 أكتوبر 1994       | 12 أبريل 1988       |
|             | الأمم المتحدة                      | 20 سبتمبر 1977      | 17 أكتوبر 1966      |
|             | الاتحاد البريدي العالمي            | ?                   | ?                   |
|             | البنك الدولي للإنشاء والتعمير      | 21 سبتمبر 1956      | 25 يوليو 1968       |
|             | الاتحاد الدولي للاتصالات           | 24 سبتمبر 1951      | 26 مايو 1967        |
|             | منظمة حظر الأسلحة الكيميائية       | ?                   | ?                   |
|             | مؤسسة التمويل الدولية              | 4 أغسطس 1967        | 29 سبتمبر 1972      |
|             | منظمة التجارة العالمية             | 11 يناير 2007       | ?                   |
|             | منظمة الشرطة الجنائية الدولية      | ?                   | ?                   |

## وصلات خارجية
- موقع وزارة الخارجية الفيتنامية
- موقع وزارة الخارجية الليسوتوية